# 킬데베르투스 1세
킬데베르투스 1세(Childebertus I, 496년 ~ 558년 11월 23일)는 메로빙거 왕조 출신 프랑크의 왕이었다. 프랑크 왕국의 클로비스 1세와 클로틸드의 넷째 아들이었다.
형제인 테오도리히 1세, 클로도미르, 클로타르 1세 등과 함께 튀링겐 족에 대한 공략에 나서기도 했다. 524년 클로도미르가 튀링겐 족과의 싸움에서 전사하자 클로타르 1세와 함께 그의 영토를 분할하기도 했다.
힐데베르트는 재위기간 중 파리에 생 제르망 데 프레 성당을 건립하였다. 예수 그리스도가 못 박혔던 십자가의 일부를 포함한 성유물을 보관하기 위해 이곳에 수도원을 지었는데 이 수도원이 훗날 생 제르망 데 프레 성당으로 발전했다.
아들 지게베르트는 그보다 앞서 사망하여 후계자가 없었으므로, 딸 2명만이 살아남았다. 결국 힐데베르트의 영지는 살아남은 동생인 클로타르 1세에게로 넘어갔다.

## 가계
- 부왕 : 클로비스 1세
- 모후 : 클로틸드
- 왕후 : 울트라고타(Ultragotha)
  - 아들 : 지게베르트(Sigebert)
  - 딸 : 클로도베르가(Chrodoberge)
  - 딸 : 클로도신드(Chrodesinde)
- 형 : 잉고메르
- 형 : 테오데리히 1세
- 동생 : 클로도미르
- 동생 : 클로타르 1세

## 같이 보기
- 메로빙거 왕조
- 프랑크 왕국
- 프랑크의 군주
- 클로비스 1세
- 클로타르 1세